# Dena'ina
I Dena'ina (anche Tanaina) sono dei popoli nativi dell'Alaska e di lingua athabaska. Sono abitanti originari dell'Alaska centromeridionale.
Il nome significa "Il popolo", ed è correlato al nome preferito dai Navajo per popolo "Dene". I Dena'ina sono l'unico gruppo etnico di lingua athabascana settentrionale a vivere presso corsi d'acqua salata, i quali hanno loro permesso uno stile di vita sedentario. La lingua tradizionale, il Dena'ina, è parlata fluentemente da circa 70-75 persone rispetto a una popolazione totale di 1.400 individui. Esistono quattro dialetti di questa lingua: Inland, Iliamna, Upper Inlet e Outer Inlet.